# Triton Water Sprite
Il Triton Water Sprite era un idrovolante multiuso biplano, sviluppato dall'azienda aeronautica statunitense Triton Aircraft Co. di Sausalito, California, nella prima metà degli anni trenta del XX secolo e rimasto allo stadio di prototipo.

## Storia del progetto
Nel 1930 la Triton Aircraft Co. di Sausalito (California) realizzò un piccolo idrovolante a scafo centrale multiuso che fu designato Water Sprite.  Si trattava di biplano quadriposto monomotore. La  configurazione alare era biplana, con formula sesquiplana, con quattro coppie di montanti interalari a N che collegavano le due ali. Sotto le semiali inferiori erano posizionati, uno per lato, due galleggianti stabilizzatori. L'equipaggio era composto da una persone, e all'interno della cabina di pilotaggio chiusa potevano trovare posto altre 3 persone. Il propulsore, posizionato con formula trattiva, era posizionato in una gondola posta a metà dell'ala superiore. Si trattava di un radiale a 7 cilindri, raffreddato ad aria, erogante la potenza di 165 CV e azionante un'elica bipala. Il prototipo (NX24E) fu testato nel 1930 superando l'intero ciclo di collaudi, e il modello fu offerto in vendita alla cifra di 8.500 dollari. La crisi finanziaria del 1929 portò al fallimento della società, e lo sviluppo del Water Sprite fu definitivamente interrotto.